# Einar Wærmö
Einar August Hjalmar Wærmö, född 13 mars 1901 i Grängesberg, död 1983, var en svensk operasångare (dramatisk tenor) senare kyrkosångare, verksam i Sverige och USA samt kompositör och sångförfattare. Han var sedan 1932 bosatt i USA, men företog även efter USA-flytten regelbundna turnéer i Sverige och de nordiska länderna.

## Utbildning
Einar Waermö antogs vid Kungliga Musikaliska Akademiens sångsolistklass 1925 som en av tre antagna bland 75 sökande. Bland studiekamraterna fanns bland andra Jussi Björling och Joel Berglund – båda världskända operasångare – Jussi Björling tenorernas tenor och Joel Berglund en av världens främsta basbarytonsångare. En av hans lärare var operachefen och operasångaren John Forsell. Waermö hade en dramatisk tenorstämma. Om honom sades det på hans tid bland annat av operachefen själv och av tonsättaren Gustaf Nordqvist: "att han utan vidare hade blivit en världstenor  med sin uttrycksfulla och omfångsrika stämma, stora musikalitet och dramatiska förmåga".

## Karriär
Einar Wærmö blev, både i Sverige och i USA, en framgångsrik kyrkosångare. I början av sin karriär sjöng han in en blandad repertoar av sånger bland annat Birger Sjöbergs Den första gång jag såg dig. Som en kuriositet kan nämnas att när skådespelaren och komikern Fridolf Rhudin 1929 spelade in filmen "Konstgjorda Svensson" och den nämnda Birger Sjöbergvisan skulle sjungas, så mimade han till Waermös sång.
På en skiva sjunger han Man borde inte sova med Gustaf Nordqvist vid pianot. I Einar Waermös tidiga skivinspelning finns en hel del kompositioner av Gustaf Nordqvists såväl andliga som profana verk, bland annat "Till havs". Många av dessa skivinspelningar gjordes med Gustaf Nordqvist som ackompanjatör. Waermö spelade också in ett stort antal av Gunnar Wennerbergs "Davids Psalmer". Musikalisk ledare var då  Karl-Erik Svedlund som svarade för ackompanjemang till orgel, piano men också med stor kör orkester med Svedlund som dirigent.
Wærmö samarbetade också med kyrkosångaren Einar Ekberg. Deras stämmor kompletterade varandra och de framträdde med duetter – ofta i samarbete med Karl-Erik Svedlund och Lennart Jernestrand. De blev ett mycket uppskattat och populärt duettpar både i Sverige och USA där de gjorde många gemensamma turnéer.
De sjöng också in ett stort antal grammofonskivor både i USA och Sverige. En av dessa, Som fågeln sig svingar, finns med i Kungliga Musikaliska Akademiens serie "Musica Svecia", för dokumentation av svensk musikhistoria.
Einar Waermö utvandrade 1932 till USA och genomförde turnéer över hela USA som kyrkosångare. Han gjorde också flera turnéer i Sverige även efter Einar Ekbergs död. Ibland hade han med sig sin dotter Karen på dessa turnéer. Han framträdde också och gjorde skivinspelningar med sin amerikanska hustru Constance. 
Tonsättaren och organisten i Solna kyrka Jacob Nyvall tillägnade Einar Waermö sin tonsättning Så älskade Gud världen.

## Psalmer
- Jag funnit en Frälsare, mäktig och god, nr 1 i Underbar frid
- Trygga och säkra i fårfållans hus, nr 2 i Underbar frid med titel Det vilselupna, översatt från engelskan. Tonsatt av E. T. Seat.